# Parijs-Luxemburg
Parijs-Luxemburg was een meerdaagse wielerwedstrijd tussen Parijs en Luxemburg. De wedstrijd werd verreden in de periode 1963 tot en met 1970. Daarna heeft ze niet meer plaatsgevonden.

## Overwinningen per land
| Overwinningen | Land                         |
| ------------- | ---------------------------- |
| 3             | België                       |
| 2             | Frankrijk                    |
| 1             | Duitsland, Italië, Nederland |